# Off the Wall

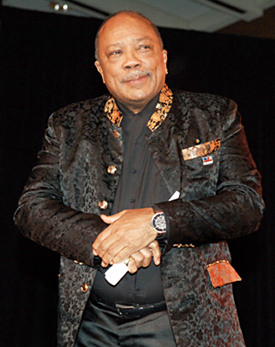
Quincy Jones producerade albumet Off The Wall.

Off the Wall är ett studioalbum av Michael Jackson, utgivet den 10 augusti 1979. Det var det första soloalbumet som Jackson gjorde för Epic. Trots att albumet är Jacksons femte anses det ofta vara den officiella starten på Jacksons solokarriär, eftersom det är Jacksons första soloalbum i vuxen ålder, det första albumet där Jackson själv skrev material, och det första där albumets producent var Quincy Jones, som senare producerade Jacksons ännu mer framgångsrika album Thriller och Bad.

## Låtlista
Alla låtar är skrivna av Michael Jackson om inget annat namn anges.
Sida 1
1. "Don't Stop 'til You Get Enough" (Michael Jackson) –  6:04
2. "Rock with You" (Rod Temperton) –  3:40
3. "Working Day and Night" (Michael Jackson) –  5:14
4. "Get on the Floor" (Michael Jackson, Louis Johnson) –  4:39

Sida 2
1. "Off the Wall" (Rod Temperton) –  4:05
2. "Girlfriend" (Paul McCartney) –  3:05
3. "She's Out of My Life" (Tom Bahler) –  3:37
4. "I Can't Help It" (Stevie Wonder, Susaye Greene) –  4:29
5. "It's the Falling in Love" (Carole Bayer Sager, David Foster) –  3:48
6. "Burn This Disco Out" (Rod Temperton) –  3:41

### Special Edition
1. "Don't Stop 'til You Get Enough (Original Demo from 1978)" (Michael Jackson) – 4:48
2. "Workin' Day and Night (Original Demo from 1978)" (Michael Jackson) – 4:19

Notera att Special Edition också innehåller intervjuer med Quincy Jones och Rod Temperton.